# Cal Christensen
Calvin Lawrence Christensen, detto Cal (Toledo, 6 giugno 1927 – Waterville, 31 agosto 2011), è stato un cestista statunitense, professionista nella NBA.

## Carriera
Venne selezionato dai Tri-Cities Blackhawks al quinto giro del Draft NBA 1950 (49ª scelta assoluta).